# Suchdol (Bujanov)
Suchdol (něm. Suchenthal) je malá vesnice, část obce Bujanov v okrese Český Krumlov. Nachází se asi 2 km na jih od Bujanova. Je zde evidováno 22 adres.
Suchdol leží v katastrálním území Suchdol u Bujanova o rozloze 11,61 km². V katastrálním území Suchdol u Bujanova leží i Bujanov. V katastrálním území je přírodní památka a evropsky významná lokalita Horní Malše. Místní železniční zastávka na železniční trati České Budějovice – Summerau se jmenuje Pšenice.

## Historie
První písemná zmínka o vesnici pochází z roku 1366 (in villa Suchdol). Suchdol býval samostatnou obci, do které patřil i Bujanov. V roce 1921 stálo v Suchdole 88 domů a žilo zde 445 obyvatel, z toho 10 Čechů a 427 Němců. V roce 1930 zde žilo 441 obyvatel. V letech 1938 až 1945 byla celá obec v důsledku uzavření Mnichovské dohody přičleněna k nacistickému Německu. V roce 1961 se Suchdol stal osadou obce Bujanov.

## Pamětihodnosti
- Zřícenina hradu Louzek
- Brzdový kámen při silnici I/3 u Nažidel
- Pomník obětem autobusové nehody u Nažidel

## Galerie

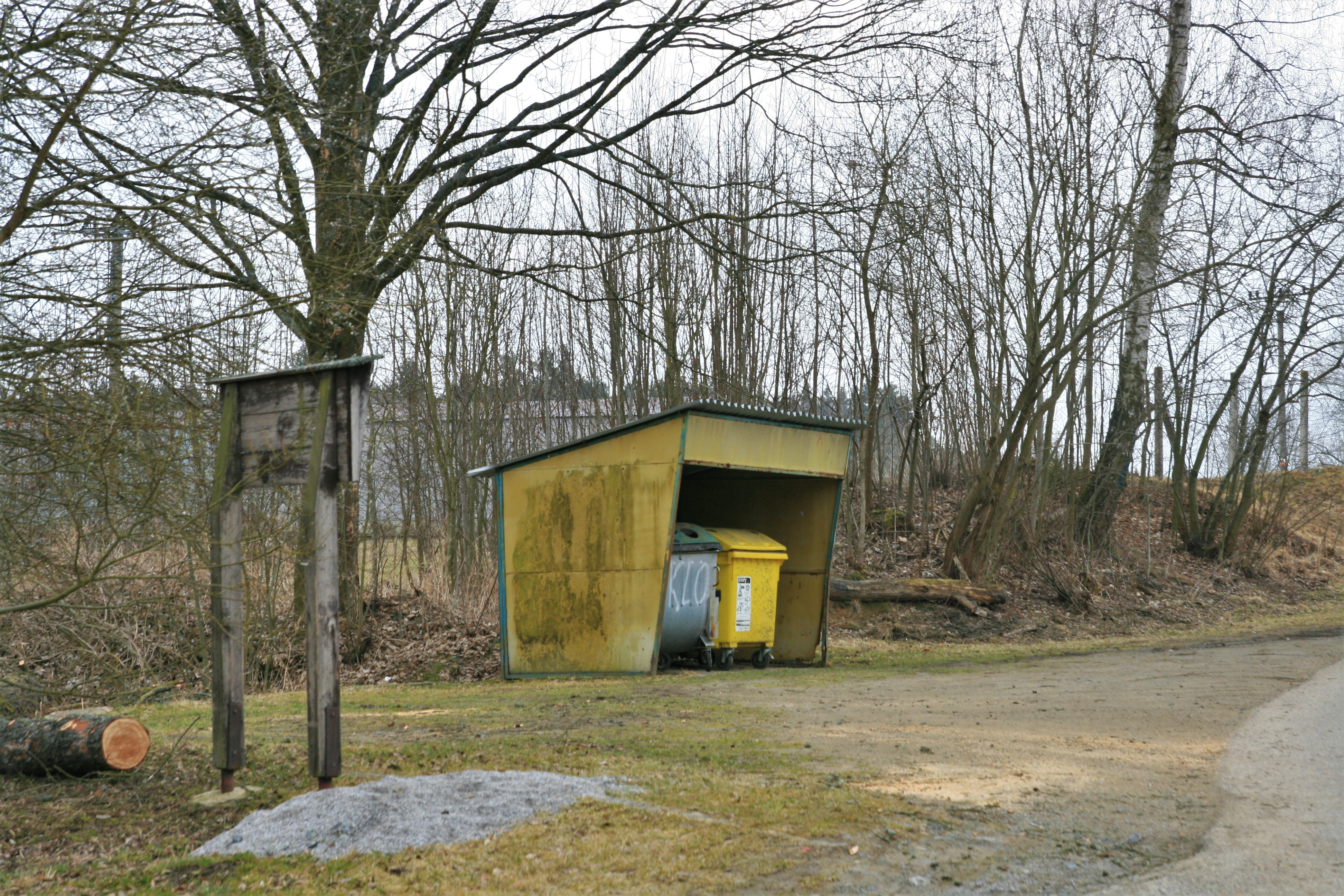
Autobusová zastávka
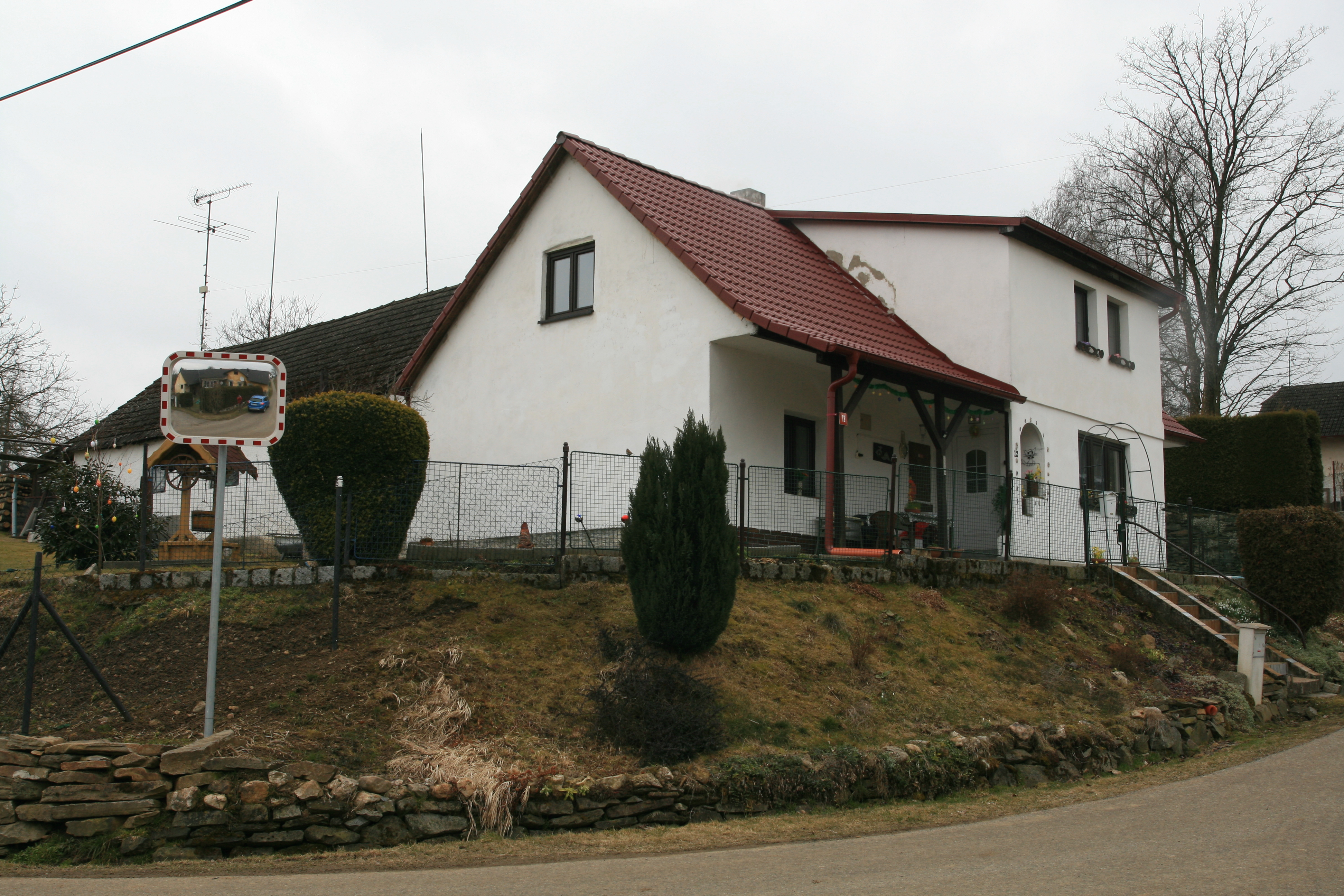
Dům v obci
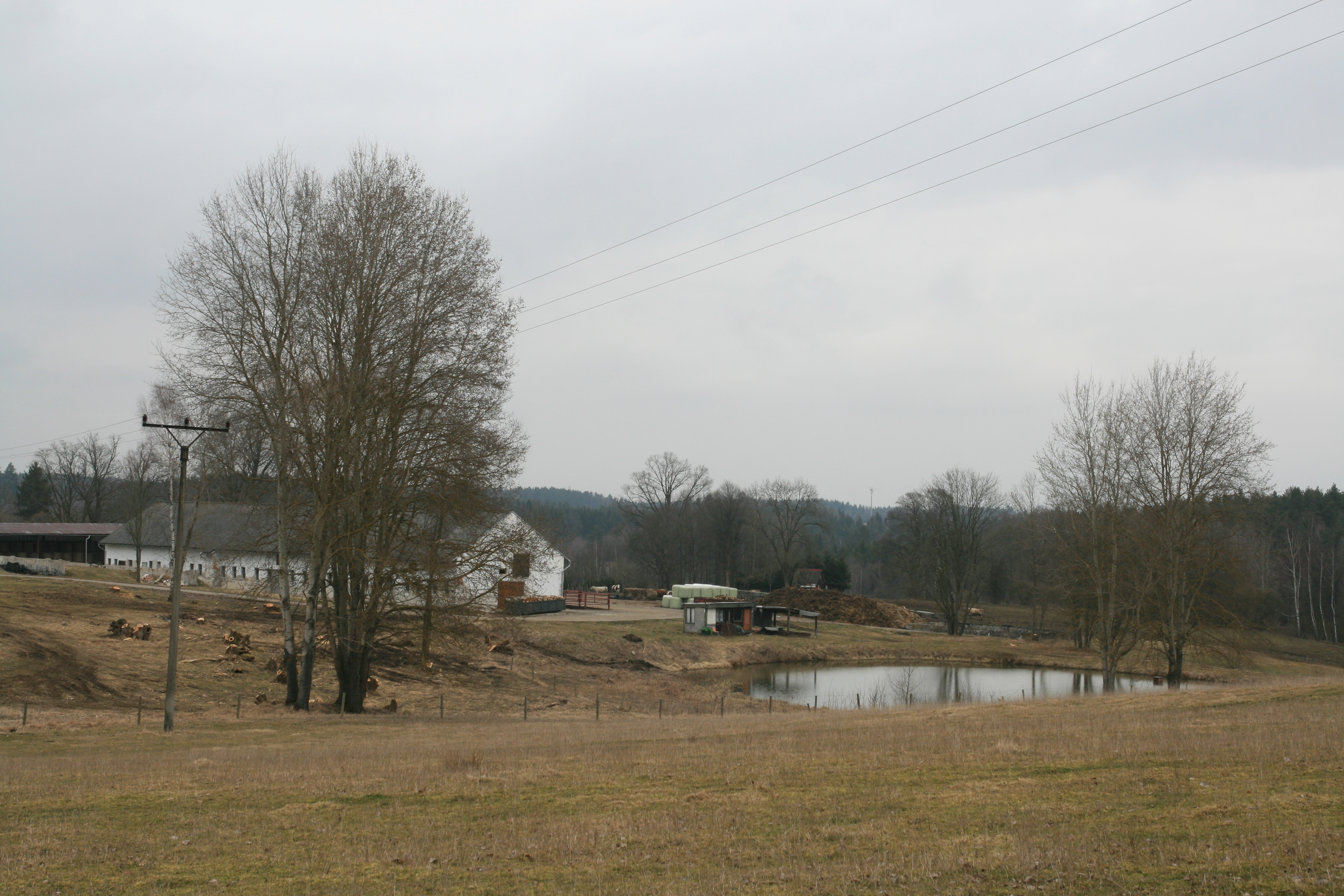
Zemědělský objekt